# Cell Stem Cell
Cell Stem Cell è una rivista scientifica di biologia dello sviluppo sottoposta a revisione paritaria e pubblicata mensilmente dalla Cell Press. Gli articoli divengono ad accesso aperto dopo una finestra editoriale di 12 mesi.
La rivista è stata fondata nel 2007 e si focalizza nella ricerca sulle cellule staminali.
Vengono pubblicati sia articoli di ricerca originali che articoli di revisione, in un rapporto di circa 7 a 1.
Il fattore di impatto per il 2024 è stato pari a 19.8 e la rivista si è collocata nel primo categorie "Biologia cellulare" e "Ingegneria celulare e tissutale".

## Articoli notevoli

### Cellule staminali resistenti alla chemioterapia
Nel numero di marzo 2017, la rivista Cell Stem Cell ha presentato un nuovo studio, in questo caso di ricercatori dell'Institut de Recerca Biomèdica (IRB) di Barcellona, che descriveva la resilienza di un gruppo di cellule staminali intestinali alla chemioterapia. Esse avevano caratteristiche molto diverse dalle abbondanti e attive cellule staminali già note in questo organo, ed erano cellule quiescenti, cioè che non proliferano e si trovano in uno stato di apparente ibernazione.

### Piccoli di topo sani da due madri
Nell'ottobre 2018, la rivista ha pubblicato il lavoro di diversi ricercatori della Chinese Academy of Sciences che erano riusciti a produrre 29 topi sani da due madri utilizzando cellule staminali e l'editing genetico. Tra i firmatari dell'articolo spicca Qi Zhou, co-autore del lavoro.